# Эндемик (фольклористика)
Энде́мик (в мифологии и фольклористике) — мифологический или фольклорный мотив, мифологический или фольклорный сюжет, имеющий ограниченную область распространения (ареал). Термин воспринят из биологии (см. Эндемик). Противоположностью мифологического, фольклорного эндемика являются бродячие сюжеты.
Несмотря на то, что у близкородственных народов преобладают общие, характерные для всех или многих народов сюжеты, часто встречаются и сюжеты-эндемики. Так у восточных славян сюжет о превращении девушки в цветок («Ціхоня») есть только у белорусов, а сюжет «монашенка — мать ребёнка» есть только у русских.